# 博多臨港線
博多臨港線（はかたりんこうせん）は、福岡県福岡市東区の香椎駅を起点とし、同区の福岡貨物ターミナル駅を終点とする、日本貨物鉄道（JR貨物）鹿児島本線貨物支線の通称である。

## 概要
第二次世界大戦中、中国大陸（朝鮮・満州・中国）方面への輸送を下関港のみでは捌ききれない状態に達していたことに対して、1942年の関門鉄道トンネル開通に伴い鹿児島本線経由で博多港を活用することが可能になったことから、トンネル開通と同時に香椎 - 博多港間に船との接続輸送を図るべく敷設されたのが、この路線の創始である。
戦後になると、博多港の拡大に伴い路線が西方に延伸され、福岡港駅・福岡市場駅の設置がなされた。しかし、国鉄における貨物輸送の衰退に伴い、1998年に福岡貨物ターミナル駅までの区間を残して廃止され、現在に至っている。
なお、貨物線として扱われていたものの、1989年8月3日から8月9日の間は福岡競艇場および「アジア太平洋博覧会」への来客を対象に、香椎 - 博多港間のJR貨物の路線を九州旅客鉄道（JR九州）が期間限定で第二種鉄道事業者として借受け、さらに博多港駅の構内線（元は、福岡港駅への路線の廃線跡を構内線として残したもの）を活用して進んだ位置に臨時駅の福岡ボート前駅を設置し、当時「SLあそBOY」で使用されていた蒸気機関車58654（8620形） が牽引する12系客車、ないしはジョイフルトレイン改造を施したキハ58系気動車（アクアエクスプレス）により、臨時の旅客列車を運転したことがある。

### 路線データ
- 管轄：日本貨物鉄道（第一種鉄道事業者）
- 路線距離：香椎駅 - 福岡貨物ターミナル駅 3.7 km
- 電化区間：全線（交流電化、20000 V,60 Hz）
- 複線区間：なし（全線単線）
- 閉塞方式：特殊自動閉塞

## 沿革

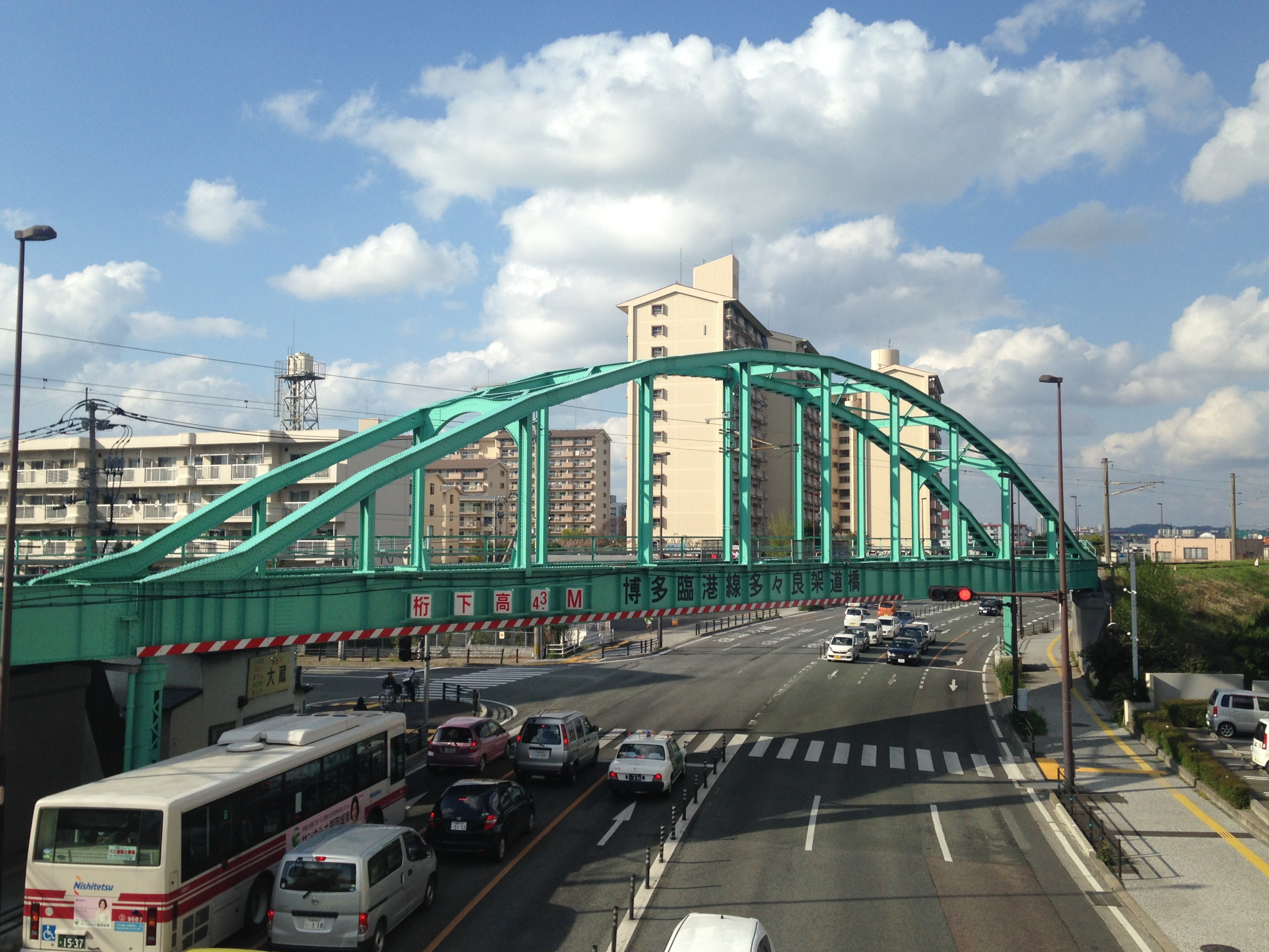
国道3号に架かる多々良架道橋（千早-福岡貨物ターミナル間）

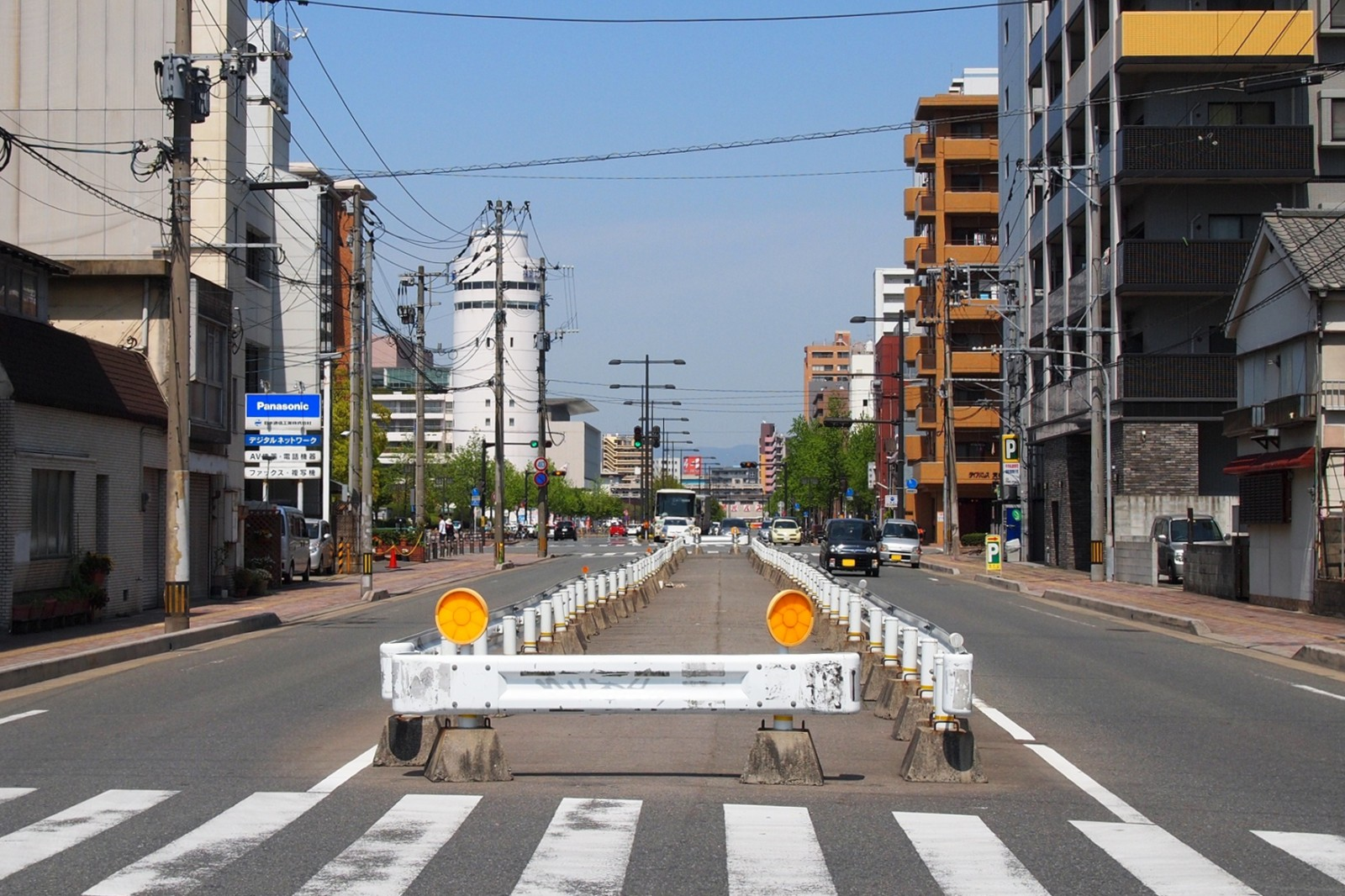
築港本町付近の廃線跡

- 1942年（昭和17年）7月1日 香椎 - 博多港間開業
- 1954年（昭和29年）6月15日 博多港 - 福岡港間開業
- 1964年（昭和39年）2月1日 福岡港 - 福岡市場間開業
- 1975年（昭和50年）3月10日 福岡貨物ターミナル駅開設。香椎 - 福岡貨物ターミナル間を交流電化
- 1982年（昭和57年）11月14日 福岡港 - 福岡市場間廃止。ただし、福岡市場駅は福岡港駅に統合され、福岡港 - 福岡市場間は福岡港駅（のち博多港駅）の構内扱いで1995年（平成7年）3月まで存続[3]。
- 1985年（昭和60年）3月14日 博多港 - 福岡港間廃止[4][5]。ただし、福岡港駅は博多港駅に統合され、博多港 - 福岡港間は博多港駅の構内扱い[6]で1996年（平成8年）3月まで存続[7]。
- 1987年（昭和62年）4月1日 国鉄分割民営化に伴い、JR貨物承継
- 1989年（平成元年）8月 福間 - 香椎 - 福岡ボート前間で臨時列車運行（前述）
- 1998年（平成10年）4月1日 福岡貨物ターミナル - 博多港間廃止
- 2003年（平成15年）7月7日 香椎操車場跡地に千早駅とともに千早操車場開設

## 駅一覧
全施設とも福岡県福岡市東区に所在。（貨）は貨物駅、（臨）は臨時駅を表す。
| 駅名                       | 駅間キロ | 営業キロ | 接続路線                                 |
| -------------------------- | -------- | -------- | ---------------------------------------- |
| 香椎駅                     | -        | 0.0      | 九州旅客鉄道：鹿児島本線（本線）・香椎線 |
| 千早操車場                 | 1.5      | 1.5      |                                          |
| （貨）福岡貨物ターミナル駅 | 2.2      | 3.7      |                                          |

廃止区間
（貨）福岡貨物ターミナル駅 - （貨）博多港駅 - （臨）福岡ボート前駅 - （貨）福岡港駅 - （貨）福岡市場駅